# Rana kukunoris
Rana kukunoris es una especie de anfibio anuro de la familia Ranidae.

## Distribución geográfica
Esta especie es endémica del centro de la República Popular China. Se encuentra en:
- Qinghai;
- Gansu;
- el noroeste de Sichuan;
- el este de la región autónoma del Tíbet.[3]

## Etimología
El nombre de la especie le fue dado en referencia al lugar de su descubrimiento, el Lago Kukunor, antiguo nombre del Lago Qinghai.

## Publicación original
- Nikolskii, 1918 : Fauna rossii i sopredel'nykh stran. Zemnovodnye, Petrograd, Russia, Russian Academy of Sciences.[4]